# Chattarin Pateetin
Chattarin Pateetin (thailändisch ฉัตริน พาทีทิน; * 29. Januar 2001), auch als Mai bekannt, ist ein thailändischer Fußballspieler.

## Karriere
Chattarin Pateetin erlernte das Fußballspielen in der Schulmannschaft der Debsirin School sowie in der Universitätsmannschaft der Chulalongkorn-Universität. 2020 nahm ihn der Bangkoker Drittligist Chamchuri United FC unter Vertrag. Mit dem Verein spielte er 23-mal in der Bangkok Metropolitan Region der Liga. Im Juli 2024 wechselte er zum Zweitligisten Phrae United FC. Sein Zweitligadebüt für den Verein aus Phrae gab Pateetin am 17. August 2024 (1. Spieltag) im Auswärtsspiel gegen den Lampang FC. Bei dem 4:3-Auswärtserfolg wurde er in der 86. Minute für Ekkalarp Hanpanitchakul eingewechselt.